# Branko Damljanović

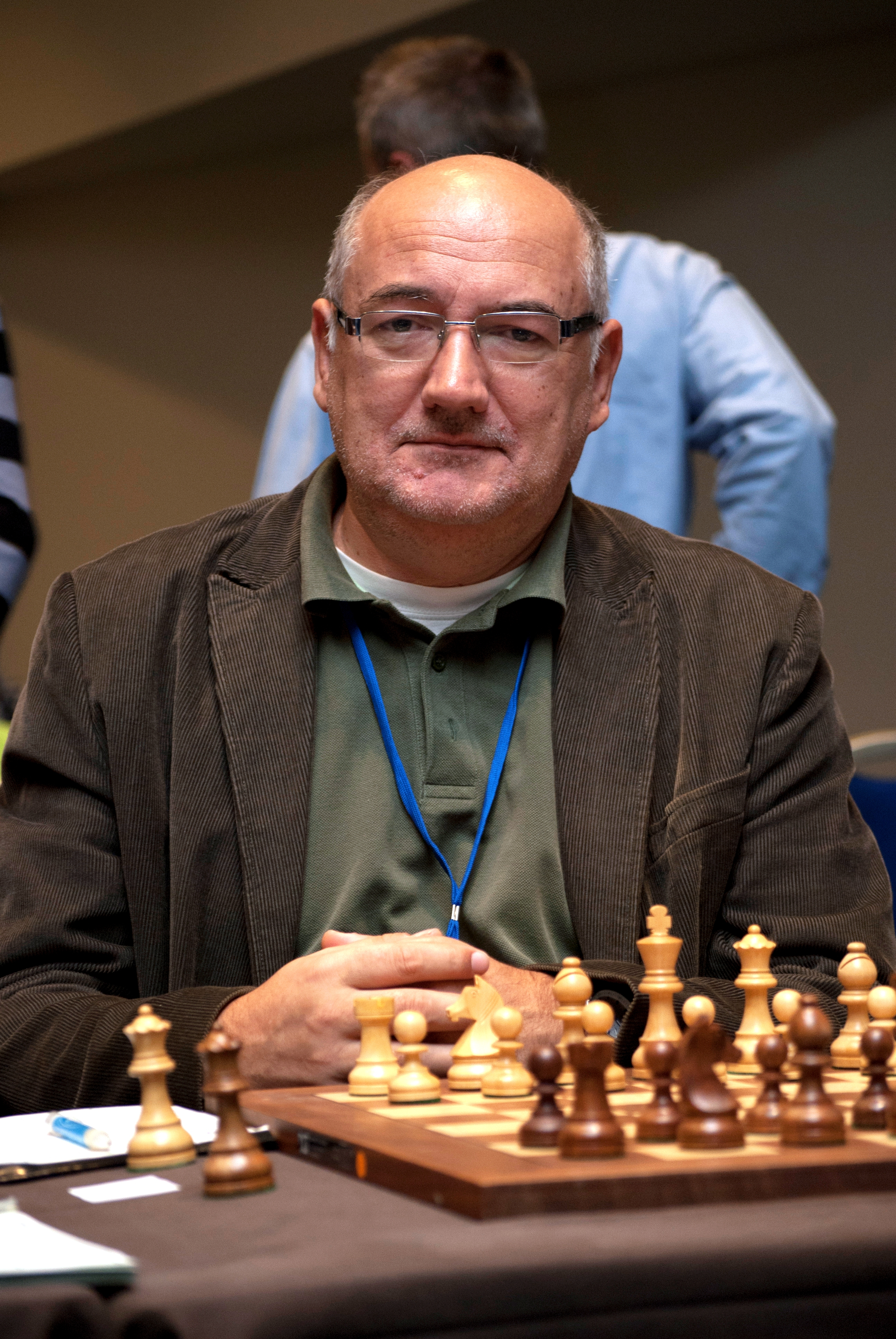
Branko Damljanović in 2011

Branko Damljanović (Servisch: Бранко Дамљановић) (Novi Sad, 17 juni 1961) is een schaker uit Servië met een FIDE-rating van 2588 in 2016. Hij is sinds 1989 een grootmeester. Vroeger speelde hij voor Joegoslavië. 
In 1989 speelde hij met het Joegoslavische team in het Wereldkampioenschap schaken voor landenteams; het team eindigde op een tweede plaats. 
In april 2005 speelde hij mee in het toernooi om het kampioenschap van Servië-Montenegro en eindigde daar met 8 punten uit 13 ronden op de derde plaats. Milos Perunović werd met negen punten eerste.

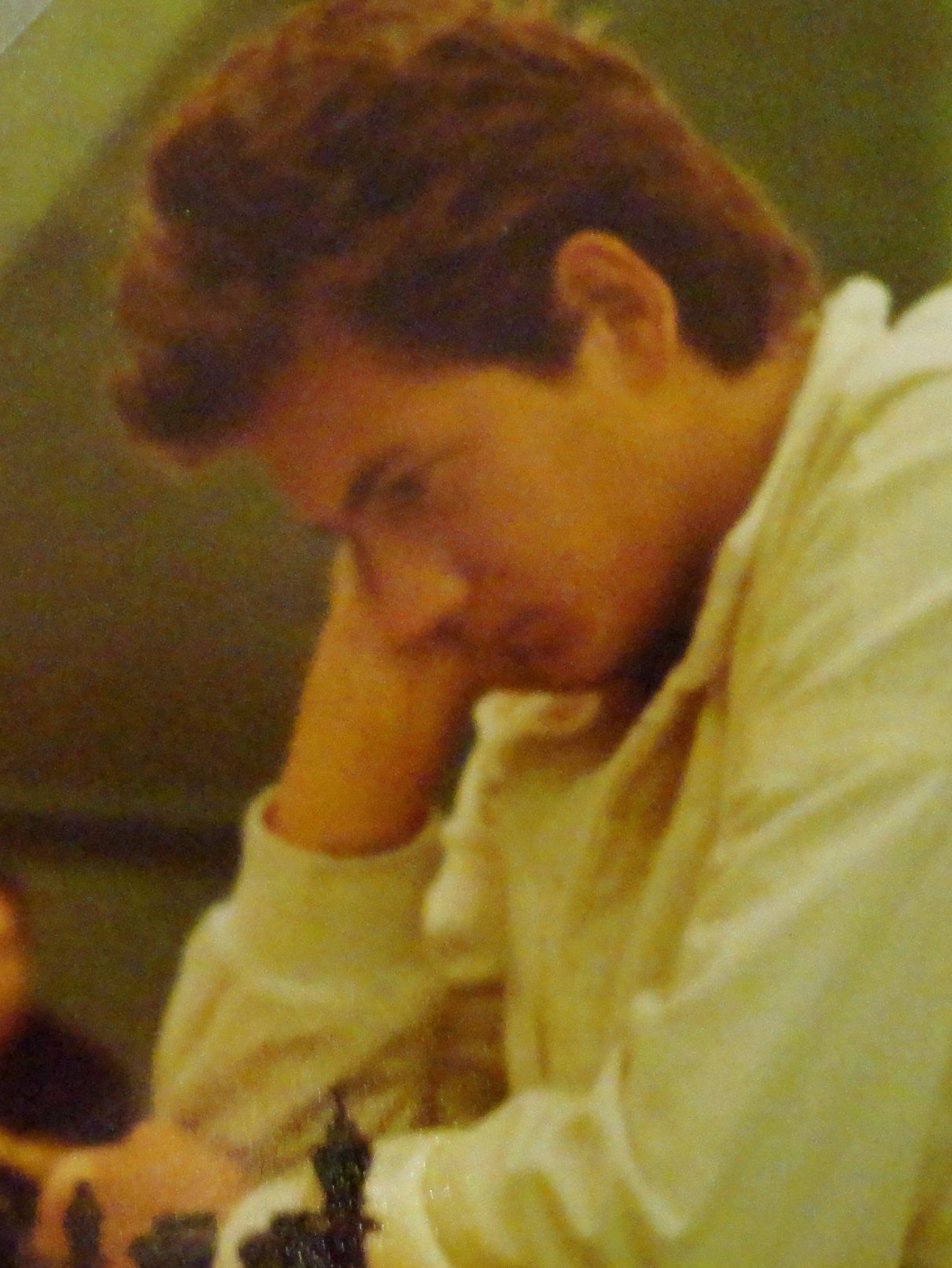
Branko Damljanović, Belgrado 1982